# 沈季文
沈季文（1541年—1609年），原名令名，字少卿，浙江湖州府烏程縣民籍，直隸蘇州府吳江縣人，明朝政治人物。

## 生平
萬曆四年（1576年）丙子科順天鄉試第二名舉人，五年（1577年）中式丁丑科會試第三名，二甲第三十四名進士。授工部主事，升郎中，遷福建布政使司右參政，二十六年（1598年）升四川按察使，二十九年（1601年）升山東左布政使，三十三年（1605年）九月任都察院右副都御史、巡撫河南，三十六年（1608年）引疾致仕歸里，三十七年（1609年）卒。

## 家族
曾祖沈經，醫學訓科；伯祖父沈𡹘，湖廣按察司副使；祖父沈岱，監生；父沈理，監生。母黃氏。嚴侍下。兄沈孚聞、沈令善、沈令成，弟沈令猷。
子沈同和，善詩賦但不擅八股文，萬曆四十三年（1615年）乙卯科應天鄉試時在同鄉趙鳴陽協助下中舉人，四十四年（1616年）丙辰科會試時賄賂禮部官吏，以便和趙鳴陽考舍聯號，因此考中會元，事發後沈同和交付刑部訊問，謫戍煙瘴之地，趙鳴陽亦被除名。